# Steve Norman

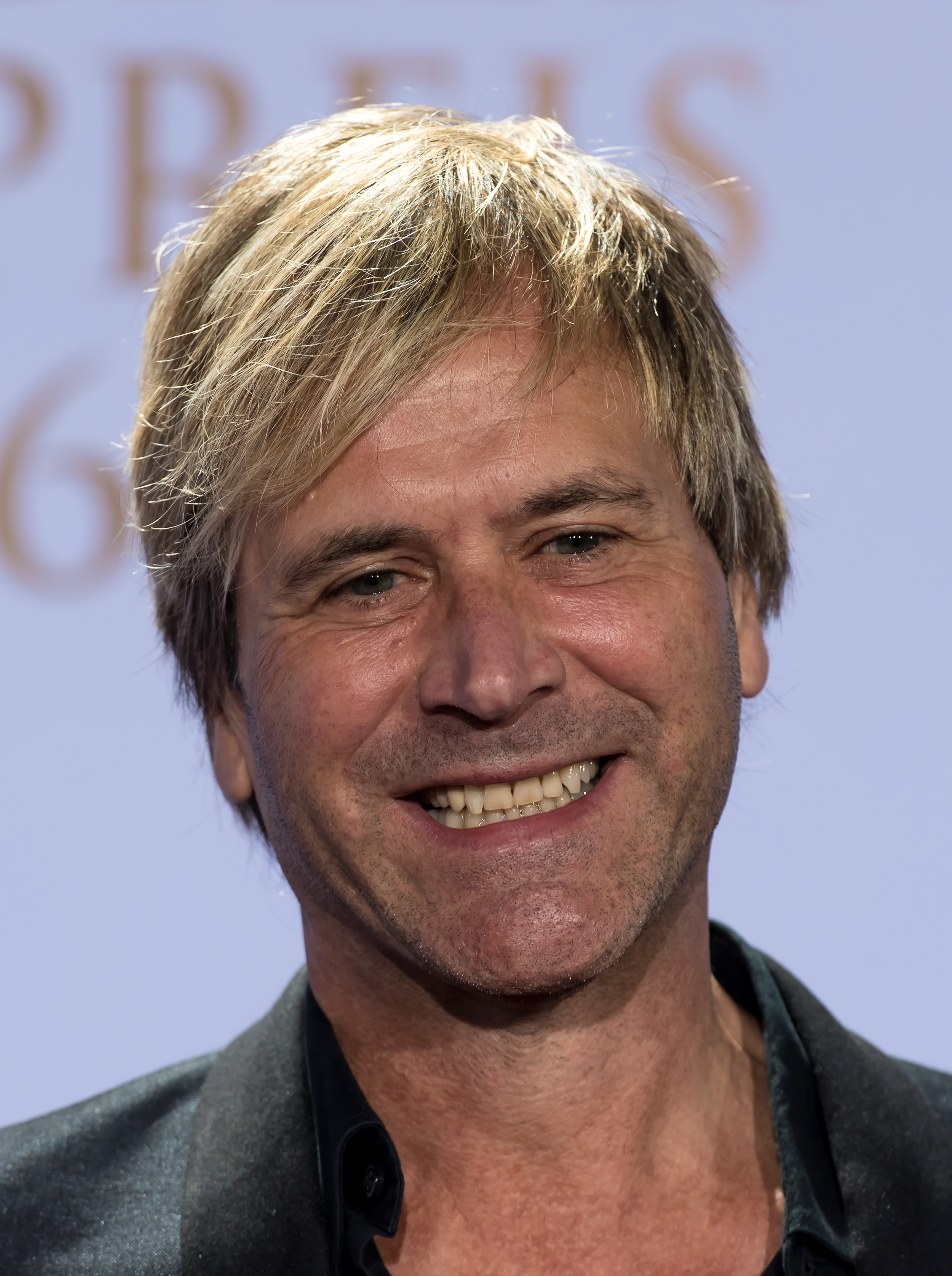
Steve Norman in 2016 bij de Deutscher Radiopreis

Steven Antony Norman OBE (25 maart 1960, Londen)  is een Brits muzikant die verschillende instrumenten bespeelt; hij werd bekend als lid van de band Spandau Ballet waarin hij onder meer tenorsax, gitaar en percussie voor zijn rekening nam.

## Biografie

### Jonge jaren
Steve Norman werd geboren in de oost-Londense wijk Stepney en begon als kind met muziek maken. Hij debuteerde in 1976 als gitarist van de schoolband The Cut waarvan ook Tony Hadley, Gary Kemp en John Keeble deel uitmaakten. Via The Makers en The Gentry werd de naam gewijzigd tot Spandau Ballet en kwam Gary's broer Martin Kemp erbij.

### Spandau Ballet
Spandau Ballet tekende een contract bij Chrysalis, en langzaamaan veranderde Normans rol in de band. In 1981 schakelde hij over van gitaar en synthesizer naar percussie, en op het derde album (True) introduceerde hij zijn uiteindelijke hoofdinstrument; de saxofoon. Met Spandau Ballet scoorde Norman gedurende de jaren 80 hit na hit en deed hij wereldtournees; zo deed de band - of een fractie ervan - mee aan Live Aid in 1985, het Free Nelson Mandela-concert in 1988 en de Prince's Trust-concerten die gedurende deze periode plaatsvonden. 

### Ibiza
Na het album Heart Like a Sky (dat alleen in Nederland en Italië een succes was) en de bijbehorende tournee ging Spandau Ballet op non-actief. Norman verhuisde naar Ibiza en nam eerst een rustpauze voordat hij zich op allerlei projecten stortte. Tijdens zijn verblijf op Ibiza werkte hij samen met Lenny Krarup, Nacho Sotomayor, Stefan Zauner (zanger van Munchener Freiheit) en DJ Pippi. Met Rafa Peletey werkte hij onder andere aan  de percussion mix van Funky Jack's Saxomatic. Verder heeft Norman twee compilatiealbums samengesteld; Made in Ibiza Chills n' Thrills en - samen met Peletey - A Journey Through Savannah. 

### Royaltyproces
In 1998 spande Norman met Hadley en Keeble een royaltyproces aan tegen de gebroeders Kemp; ze kwamen in april 1999 als verliezers uit de bus waarna ze twee jaar lang optraden als Hadley, Norman & Keeble om uit de schulden te komen.

### Cloudfish
In 2001 vormde Norman met Peletey het productieteam Cloudfish; na de komst van zangeres ex-Bucks Fizz-zangeres Shelley Preston werd Cloudfish een band met zelfgeschreven en geproduceerde nummers. Peletey vertrok in 2003 om zijn eigen band te beginnen; Norman en Preston stonden hem geregeld bij.
Cloudfish verleende medewerking aan de cd van het Italiaanse kwintet Quintessenza, en is op de verzamelaar Dome Ibiza: The Chillout Session Vol. 2 vertegenwoordigd met het nummer So High. De band gaf onder meer (uitverkochte) concerten in het jazzcafé van Ronnie Scott.

### Reünie Spandau Ballet
Ondertussen herstelde zich het contact met de Kemps, en op 25 maart 2009 kondigde de band een reünie aan tijdens een persconferentie aan boord van de HMS Belfast. In oktober 2009 ging de Reformation-tournee van start; Once More, de eerste Spandau-single in twintig jaar, werd geschreven door Norman. Tot 2018 volgden nog enkele tournees waarvan de laatste met zanger/musicalacteur Ross William Wild als vervanger van Tony Hadley. Toen ook Wild vertrok wegens gebrek aan nieuwe plannen liet Norman weten buiten beslissingen over de toekomst van de band te zijn gehouden. Hij vormde in 2021 zijn eigen band The Sleevz waarmee hij Spandaunummers bleef spelen. De tournee van 2022 stond in het teken van het debuutalbum Journeys To Glory.

### Overige projecten
Norman bleef betrokken bij house-gerelateerde projecten in binnen- en buitenland; als saxofonist of als percussionist begeleidde hij onder andere Byron Stingily (Ten City), Frankie Knuckles,  Angie Brown, Steve Edwards, Alison Limerick, Jeremy Healy en Brandon Block. Met Hed Kandi, DJ John Jones en Martin Ikin van Soul Purpose vormde Norman het partnerschap The Collective. Hun eerste productie was een nieuwe versie van Joe Smooth's houseklassieker Promised Land met Peyton als leadzanger en Shelley Preston als achtergrondzangeres. 
Op het vlak van pop-en rockmuziek speelde Norman op Back in the Room, het tweede soloalbum van ex-Jam-bassist Bruce Foxton (drie nummers) uit 2012, en op James Stevensons album Everything's Getting Closer To Being Over uit 2014. In deze periode begeleidde Norman Steve Harley op sax en percussie tijdens de integrale opvoeringen van diens eerste twee albums met orkest en koor.

## Persoonlijk leven
Norman schrijft columns en cd-recensies in het blad Ibiza Now. Hij is supporter van Tottenham Hotspur FC.